# Antoni Czajka
Antoni Czajka (* 2. Juli 1929 in Mościska, Polen, heute Ukraine; † 6. September 2014) war ein polnischer Politiker (Partia X, PPOK, PWN, PPN). Er war von 1991 bis 1993 Abgeordneter des Sejm in der I. Wahlperiode.

## Leben und Beruf
Antoni Czajka schloss sein Studium als Ingenieur ab und wurde in zum dr inż. als technischer Wissenschaftler promoviert. Er konstruierte einen Miststreuer.

## Politik
Bei der ersten vollständig freien Sejmwahl 1991 wurde Czajka für die Partia X gewählt. Während der laufenden Wahlperiode verließ er die Partia X und war bis zum Ende der Wahlperiode fraktionslos. Er gründete während seiner Amtszeit die Polskiej Partii Odnowy Kraju (PPOK), der er vorstand. Bei der Parlamentswahl 1993 kandidierte er für die PPOK. Diese scheiterte jedoch mit nur 663 Stimmen (0,01 % Stimmenanteil) an der neu eingeführten 5-%-Hürde. Bei der Parlamentswahl 1997 kandidierte er für die Polska Wspólnota Narodowa, die aber ebenfalls an der 5-%-Hürde scheiterte. Später schloss er sich der Polska Partia Narodowa (PPN) von Leszek Bubel an, für die er bei der Parlamentswahl 2005 kandidierte. Aber auch die PPN scheiterte mit nur 0,29 % der Stimmen an der 5-%-Hürde.